# 33-й окремий транспортний змішаний авіаційний полк (РФ)
33-й окремий транспортний змішаний авіаційний полк — тактичне формування Повітряно-космічних сил Росії в складі 6-ї армії ВПС і ППО (в/ч 49719). Аеродроми базування — Левашово та Семязино. Полк використовує вертольоти Мі-8, Мі-26Т, літаки Ан-12БК, Ан-26, Ан-30, Ан-72, Ту-134, L-410, Ан-148-100.

## Історія
У січні 2014 року на основі 1080-ї випробувальної авіаційної бази в Левашово (літаки Ан-72, Ан-30, Ан-26, вертольоти Мі-8) та виведеної з аеродрому Плесецьк 17-ї окремої змішаної авіаескадри — літаки Ан-26, Ан-30, Ан-72, Ан-12 та вертольоти Мі-8) було сформовано 33-й окремий транспортний змішаний авіаційний полк.
Змішану 98-му транспортну ескадрилью полку, що базується у Семязино, було організовано у 1970, а у 2011 передано з авіації РВСП до ВПС.

## Катастрофи та інциденти
- 6 березня 2018 при заході на посадку на аеродром Хмеймім в Сирії розбився транспортний літак Ан-26, що належав 33-му авіаполку. Загинули всі 39 осіб, що були на борту[6][7].